# Štěpánovický potok (přítok Rokytné)
Štěpánovický potok je levostranný přítok řeky Rokytné v Kraji Vysočina. Délka jeho toku činí 10,1 km. Plocha povodí měří 46,7 km².

## Průběh toku
Štěpánovický potok pramení ve výšce 515 m n. m. na klučovské hrásti (pod kótou 572 m n. m.) severně od Petrůvek. Petrůvkami protéká a směřuje k Výčapům. Kilometr za Výčapy přijímá z levé strany vody potoka Zátoky (4,5 km dlouhého). Dále na jihu protéká Štěpánovicemi. Asi kilometr za nimi z pravé strany se Štěpánovický potok slučuje s Vacenovickým potokem (3 km dlouhým). Po necelých dvou kilometrech asi 600 m před severními hranicemi zastavěného území Jaroměřic se spojuje s Ostrým potokem (5 km dlouhým). U jaroměřické Střelnice Štěpánovický potok končí svou 10kilometrovou pouť a vlévá se do Rokytné.

### Větší přítoky
- levé – Zátoky, Ostrý potok
- pravé – Vacenovický potok

## Vodní režim
Průměrný průtok u ústí do Rokytné činí 0,12 m³/s..